# Dezső Szabó (lekkoatleta)
Dezső Szabó (ur. 4 września 1967 w Budapeszcie) – węgierski lekkoatleta, który specjalizował się w wieloboju i skoku o tyczce.

## Kariera sportowa

### Starty juniorskie
Wystartował w dziesięcioboju na pierwszych lekkoatletycznych mistrzostwach świata juniorów w Atenach w 1986 roku. Zajął ósme miejsce.

### Starty na igrzyskach olimpijskich
Trzykrotny uczestnik igrzysk olimpijskich w dziesięcioboju. Na pierwszych, w Seulu (1988) zajął 13. miejsce. Za drugim razem w Barcelonie osiągnął swój najlepszy rezultat olimpijski – był czwarty. Cztery lata później w Atlancie ukończył tylko jedną konkurencję (bieg na 100 m), w efekcie nie został sklasyfikowany.

### Inne znaczące starty
Jako student Węgierskiej Wyższej Szkoły Wychowania Fizycznego (TF) startował na uniwersjadzie – w 1989 roku w Duisburgu był trzeci, a w 1995 roku w Fukuoce zwyciężył. Zdobył również dwa srebrne medale mistrzostw Europy – jeden wywalczony na stadionie w Splicie w 1990 roku i jeden w hali w Walencji w 1998 roku. W trakcie kariery 11 razy zdobywał mistrzostwo Węgier na stadionie (pięciokrotnie w dziesięcioboju i sześciokrotnie w skoku o tyczce), osiem razy triumfował w halowych mistrzostwach kraju (pięć tytułów w skoku o tyczce, trzy w siedmioboju). Szabó czterokrotnie ustanawiał rekord Węgier w dziesięcioboju (do 8436 punktów w 1990, jego wynik poprawił w 2000 roku Attila Zsivoczky). W 1990 roku został wybrany najlepszym lekkoatletą roku na Węgrzech.

### Rekordy życiowe
- Dziesięciobój – 8426 pkt. (1990)[2]
- Siedmiobój – 6249 pkt. (1998)[2]

## Kariera trenerska
Jako absolwent kierunku trenerskiego na TF po zakończeniu kariery zawodniczej został trenerem. Po współpracy z KSI SE i Honvédem Budapeszt w styczniu 2016 roku został koordynatorem sekcji tyczkarskiej i sprinterskiej MTK Budapeszt, gdzie pracuje też jego żona, Krisztina Molnár. Jego podopiecznymi są m.in. młodzieżowa mistrzyni Europy w siedmioboju Xénia Krizsán i wicemistrzyni świata juniorek młodszych w sztafecie szwedzkiej Anasztázia Nguyen.